# El Progreso (kommun)
El Progreso är en kommun i Honduras.   Den ligger i departementet Departamento de Yoro, i den västra delen av landet, 160 km norr om huvudstaden Tegucigalpa. Antalet invånare är 147 369. Arean är 548 kvadratkilometer.
Terrängen i El Progreso är varierad.